# Филь, Владимир Емельянович
Влади́мир Емелья́нович Фи́ль (11 декабря 1945 — 24 декабря 2001) — Глава администрации города Перми с 1992 по 1996 год.

## Рождение
Родился 11 декабря 1945 года в г. Молотов в семье рабочего Емельяна Ивановича. Мать — Варвара Агеевна Филь.

## Образование
В 1964 году окончил среднюю школу № 45 г. Перми. Поступил на вечернее отделение Пермского политехнического института. Окончил в 1970 году.

## Работа
В июле 1964 года устроился на завод аппаратуры дальней связи:
- 1964—1965 — ученик фрезеровщика;
- 1965 — фрезеровщик.

В сентябре 1965 года работает на предприятия п/я 214 (завод им В. И. Ленина):
- 1965 — фрезеровщик;
- 1965—1966 — ученик слесаря;
- 1966 — слесарь.

В декабре 1966 года переведён в «Конструкторское бюро машиностроения»:
- 1966—1968 — слесарь;
- 1968—1971 — инженер-физик;
- 1971—1974 — старший инженер-физик.

В июле 1977 года назначен на должность заместителя начальника отдела метрологии «Конструкторского бюро машиностроения».

## Общественная и политическая деятельность
В 1970 году был избран заместителем секретаря, а в 1972 — секретарём ВЛКСМ «Конструкторское бюро машиностроения».
В 1973 году вступил в КПСС.
С ноября 1974 по июль 1977 года — первый секретарь Орджоникидзевского районного комитета ВЛКСМ.
После того как в 1977 году вернулся в «Конструкторское бюро машиностроения» — избирался председателем головной группы народного контроля. Являлся членом партийного комитета предприятия.
В 1980 году его избрали на должность заместителя секретаря партийного комитета «Конструкторского бюро машиностроения».
В октябре 1980 года переведён в Пермский областной комитет КПСС на должность инструктора отдела оборонной промышленности.
В июне 1984 года начал работать председателем исполнительного комитета Орджоникидзевского районного Совета народных депутатов г. Перми.
В апреле 1990 года на первой сессии только что избранного городского совета XXI созыва был избран председателем нового городского исполнительного комитета.
В декабре 1991 года на очередной сессии горсовета депутаты подтвердили своё доверие к Филю, и проголосовали за то, чтобы он продолжил возглавлять исполнительную власть в городе.
13 января 1992 года указом Президента РФ Ельцина назначен главой администрации г. Перми.
Первым постановлением на должности главы администрации города Филь упразднил горисполком, преобразовав его в администрацию. В марте 1992 года на очередной сессии горсовета была утверждена новая структура городской исполнительной власти.
20 марта 1994 года состоялись выборы в Законодательное собрание Пермской области. По результатам выборов в Законодательное собрание были избраны Владимир Филь, его заместитель Владимир Хлебников, депутаты городской Думы Юрий Трутнев и Владимир Зотин. Эта группа смогла отстаивать интересы г. Перми перед областными властями и не допустить повторения «Бюджетной войны» 1993 года.
8 декабря 1996 года состоялись первые в истории города прямые выборы главы города. На этих выборах в первом туре победил Юрий Трутнев.

## После выборов
В 1997 году Филь занял должность представителя в г. Перми банка «Менатеп», и оставался на ней до декабря 2001 года.

## Смерть
Владимир Филь скончался 24 декабря 2001 года в результате сердечного приступа в возрасте 56 лет. Похоронен на Северном кладбище.